# David Hay
David Hay (Paisley, 1948. január 29. –) skót válogatott labdarúgó, edző.

## Pályafutása

### Klubcsapatban
1968 és 1974 között a Celtic játékosa volt, melynek színeiben öt bajnokságot, két kupát és egy ligakupát nyert. 1974 és 1980 a Chelseaben játszott.

### A válogatottban
1970 és 19764 között 24 alkalommal szerepelt az skót válogatottban. Részt vett az 1974-es világbajnokságon. 

## Sikerei, díjai

### Játékosként
Celtic
- Skót bajnok (5): 1969–70, 1970–71, 1971–72, 1972–73, 1973–74
- Skót kupa (2): 1970–71, 1973–74
- Skót ligakupa (1): 1969–70

### Edzőként
Motherwell
- Skót másodosztály (1): 1981–82

Celtic
- Skót bajnok (1): 1985–86
- Skót kupa (1): 1984–85

Lillestrøm SK
- Norvég bajnok (1): 1989

Livingston
- Skót másodosztály (1): 2000–01
- Skót ligakupa (1): 2003–04

## Külső hivatkozások
- David Hay adatlapja a National-Football-Teams.com oldalon (angolul)

- David Hay (angol nyelven). FootballDatabase.eu
- David Hay (angol nyelven). WorldFootball.net
- David Hay (angol nyelven). eu-football.info